# Inagawa
Inagawa (猪名川町?) è una cittadina giapponese della prefettura di Hyōgo.